# Jonathan (ur. 1986)
Jonathan, właśc. Jonathan Cícero Moreira (ur. 27 lutego 1986 w Conselheiro Lafaiete) – piłkarz brazylijski, występujący na pozycji prawego obrońcy lub pomocnika w Athletico Paranaense.

## Kariera klubowa

### Cruzeiro
Jonathan piłkarską karierę rozpoczął w 7 roku swego życia w klubie AEA Ouro Branco. W 2000 r. przeniósł się w wieku 13 lat do Cruzeiro EC, W barwach Cruzeiro 24 lipca 2005 Jonathan zadebiutował w wygranym 3-2 meczu z Santosem FC w lidze brazylijskiej. W swoim pierwszym sezonie Jonathan wystąpił w 19 spotkaniach.
Rok 2006 rozpoczął od zdobycia pierwszego trofeum w swojej karierze, w postaci mistrzostwa stanu Minas Gerais – Campeonato Mineiro. Jednak sezon ligowy okazał się gorszy i tylko 11 występów Jonathana w Série A. W 2007 Jonathan wywalczył sobie stałe miejsce w składzie Cruzeiro. 25 sierpnia 2007 r. zdobył pierwszego gola w barwach Cruzeiro w meczu z Corinthians Paulista. W kolejnych dwóch sezonach (2008 i 2009) zdobywał kolejne mistrzostwa stanu Minas Gerais.
W sezonie 2009 Cruzeiro wywalczyło 4. miejsce w lidze. Duży udział miał w tym Jonathan, który wystąpił w 27 meczach, w których strzelił 3 bramki. Dzięki temu trafił do jedenastki sezonu Prêmio Craque do Brasileirão. Sezon 2010 zakończył się dla Cruzeiro wywalczeniem wicemistrzostwa Brazylii. Ogółem w barwach Cruzeiro rozegrał 239 spotkań z tego 130 to mecze ligowe oraz strzelił 12 bramek, w tym 6 ligowych.

### Santos
Po tym sezonie Jonathan postanowił zmienić klub i 20 grudnia 2010 przeszedł do Santosu FC za 2 mln euro (1,2 mln euro wyłożył Santos a 800.000 euro Terceira Estrela Investimentos S/A (TEISA). Połowę jednak praw zachowało Cruzeiro. Podpisany wtedy kontrakt miał obowiązywać przez 4 lata, a ponadto zawierał klauzulę odejścia za 15 mln euro. W Santosie zadebiutował 19 stycznia 2011 w wygranym 3-0 meczu z Mirassol FC. 

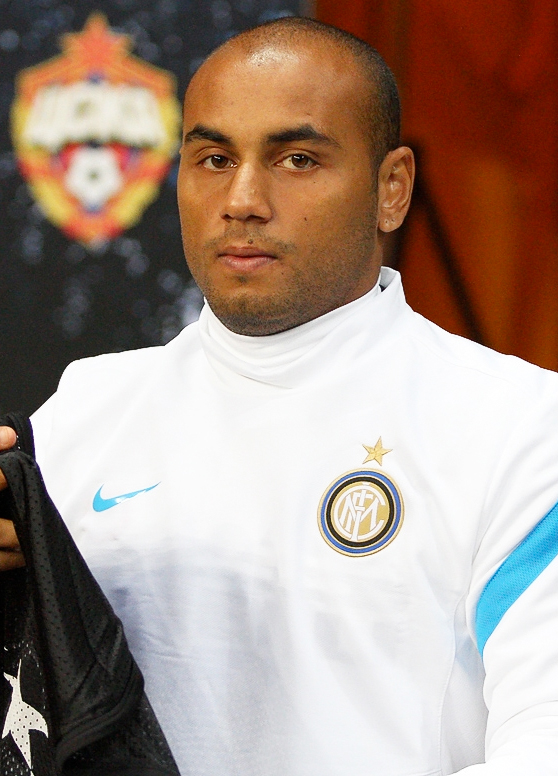
Jonathan przed spotkaniem LM z CSKA Moskwa.

27 marca zdobył pierwszą bramkę w meczu z Ituano Itu.
W maju 2011 Jonathan zdobył z Santosem mistrzostwo stanu São Paulo – Campeonato Paulista. Miesiąc później zdobył Copa Libertadores 2011 (w meczach finałowych z CA Peñarol jednak nie wystąpił). Ogółem dla Santosu zagrał w 17 meczach i strzelił 2 gole.

### Inter
Dobra gra Jonathana została zauważona przez Inter Mediolan. 13 lipca 2011 Jonathan został za 5,5 mln euro zawodnikiem Interu, w którym miał wspomóc bok obrony. Dwa dni później podpisał czteroletni kontrakt na mocy którego zarabia 1,2 mln euro rocznie.
W barwach Nerrazurich zadebiutował 11 września 2011 w przegranym 3:4 meczu ligowym z US Palermo. W styczniu 2012 r. został wypożyczony do zakończenia sezonu do Parmy w której barwach zagrał w 12 meczach ligowych i zaliczył jedno trafienie. Debiut przypadł na mecz z Catanią rozegrany 28 stycznia. Jedyną bramkę Jonathan zdobył w starciu z Novarą. Regularne i przyzwoite występy na wypożyczeniu spowodowały, że Andrea Stramaccioni postanowił uwzględnić Brazylijczyka w planach na sezon 2012/2013, zwłaszcza, że Inter sprzedał do Manchesteru City Maicona. 17 kwietnia 2013 r. w meczu półfinałowym Pucharu Włoch z Romą zdobył pierwszą bramkę dla Nerazzurrich.

## Kariera reprezentacyjna
Jonathan występował w reprezentacji Brazylii do lat 17. W 2003 zdobył z nią Mistrzostwo Świata. Na turnieju rozgrywanym na stadionach Finlandii wystąpił we wszystkich sześciu meczach z: Kamerunem, Portugalią, Jemenem, USA, Kolumbią i w finale z Hiszpanią.

## Życie prywatne
Posiada obywatelstwo Włoch dzięki żonie Luanie, która ma włoskich przodków o nazwisku Grossi. Jest człowiekiem rodzinnym. W wolne dni chodzi na plażę i jada poza domem. Ulubionym daniem Jonathana jest makaron z rożna.

## Styl gry
Jonathan to bardzo szybki i silny boczny obrońca, który może grać po obu stronach defensywy oraz jako prawy pomocnik.

## Sukcesy
Klubowe
- Campeonato Mineiro: 2006, 2008, 2009
- Campeonato Paulista: 2011
- Copa Libertadores: 2011
- Campeonato Internacional de Verano: 2009

Reprezentacyjne
- Mistrzostwo Świata U-17: 2003

Indywidualne
- Bola de Prata (Placar): 2009
- Prêmio Craque do Brasileirão (Najlepszy prawy obrońca ligi brazylijskiej): 2009
- Troféu Telê Santa (Najlepszy prawy obrońca ligi brazylijskiej): 2008, 2009
- Prêmio Craque do Brasileirão (Jedenastka roku ligi brazylijskiej): 2009

## Statystyka
| Klub                            | Sezon                           | Kraj                            | Rozgrywki                                        | Mecze  | Bramki | Asysty |
| ------------------------------- | ------------------------------- | ------------------------------- | ------------------------------------------------ | ------ | ------ | ------ |
| Cruzeiro EC                     | 2005                            | Brazylia                        | Campeonato Brasileiro Série A+Campeonato Mineiro | 19+?   | 0+?    |        |
| Cruzeiro EC                     | 2006                            | Brazylia                        | Campeonato Brasileiro Série A+Campeonato Mineiro | 11+?   | 0+?    |        |
| Cruzeiro EC                     | 2007                            | Brazylia                        | Campeonato Brasileiro Série A+Campeonato Mineiro | 23+?   | 1+?    | 1+?    |
| Cruzeiro EC                     | 2008                            | Brazylia                        | Campeonato Brasileiro Série A+Campeonato Mineiro | 25+?   | 2+?    | 3+?    |
| Cruzeiro EC                     | 2009                            | Brazylia                        | Campeonato Brasileiro Série A+Campeonato Mineiro | 27+10  | 3+4    | 9+?    |
| Cruzeiro EC                     | 2010                            | Brazylia                        | Campeonato Brasileiro Série A+Campeonato Mineiro | 27+10  | 0+1    | 2+?    |
| Cruzeiro EC                     | Razem                           | Brazylia                        | Campeonato Brasileiro Série A+Campeonato Mineiro | 132+20 | 6+5    | 15     |
| Santos FC                       | 2011                            | Brazylia                        | Campeonato Brasileiro Série A+Campeonato Mineiro | 0+1    | 0      | 0      |
| Inter Mediolan                  | 2011/2012                       | Włochy                          | Serie A                                          | 4      | 0      | 0      |
| A.C. Parma                      | 2011/2012                       | Włochy                          | Serie A                                          | 12     | 1      | 2      |
| Inter Mediolan                  | 2012/2013                       | Włochy                          | Serie A                                          | 8      | 0      | 1      |
| Inter Mediolan                  | 2013/2014                       | Włochy                          | Serie A                                          | 31     | 3      | 7      |
| Inter Mediolan                  | Razem                           | Włochy                          | Serie A                                          | 43     | 3      | 8      |
| Łącznie w Campeonato Brasileiro | Łącznie w Campeonato Brasileiro | Łącznie w Campeonato Brasileiro | Łącznie w Campeonato Brasileiro                  | 132    | 6      | 15     |
| Łącznie w Serie A               | Łącznie w Serie A               | Łącznie w Serie A               | Łącznie w Serie A                                | 55     | 4      | 9      |
| Ogółem                          | Ogółem                          | Ogółem                          | Ogółem                                           | 187+11 | 10+5   | 24     |